# Carlo Forlivesi
Carlo Forlivesi (Faenza, 23 ottobre 1971) è un compositore, musicista e musicologo italiano.

## Biografia
Forlivesi è nato a Faenza, in Emilia-Romagna, Italia. Ha studiato al Conservatorio Giovanni Battista Martini di Bologna, al Conservatorio di Milano e all'Accademia Nazionale di Santa Cecilia di Roma. Successivamente è entrato a far parte dell'IRCAM (Institute de Recherche et Coordination Acoustique/Musique) e successivamente del DIEM (Danish Institute of Electroacoustic Music), del Tokyo College of Music e della Northwestern University, con borse di studio dei governi di Italia, Danimarca, Giappone e Stati Uniti (Programma Fulbright).
La sua attività si è concentrata principalmente sulla musica contemporanea in Europa, negli Stati Uniti e in Giappone. Forlivesi ha condotto ricerche approfondite nel campo della musica e danza giapponese tradizionale, compresa la musica etnica degli Ainu. Oltre alla musica contemporanea, coltiva un interesse particolare per la musica antica, che ha studiato e suonato per diversi anni.
Forlivesi ha collaborato con artisti di prima classe e ha ricevuto numerosi riconoscimenti. La sua musica è programmata regolarmente nei festival e teatri di tutto il mondo. Più volte nominato artista residente, docente, istruttore di laboratori e giudice in concorsi di musica, la posizione internazionale di Forlivesi si riflette nella sua produzione eclettica, che comprende composizioni per orchestra, coro, musica da camera, danza, elettronica e strumenti musicali tradizionali ed anche coreografie ed altre opere.
È stato docente all'Università di Sapporo e professore dell'AFAM presso i Conservatori di Stato italiani di Cagliari, Adria, Modena e Rodi.

## Opere
- The traditional music of the Ainu – New approaches and findings in Journal of Comparative Cultures NO. 16 – Sapporo University Press 2005
- The fairy's book covered in dew Oeuvre musicales, Cahier d'exploitation. Editions IRCAM – Centre Georges Pompidou. Paris 1998
- Musica e Utopia, in Terza Pagina, 6/V. Bologna 1996
- Quasi come un niente. Edizioni Veronesi. Bologna 1994
- A Fox Story – The creative collaboration between Takahashi Yūji and Tomiyama Taeko in Imagination Without Borders: Feminist Artists and Social Responsibility. University of Michigan Press. USA

## Trasmissioni
- Radio-Canada, New York Radio, RAI 3 (TV Italy), Tele 1 (TV Italy), TYS (TV Japan)

## Discografia
- Compositions / Tactus TC.970601 (Italia 2019) Archiviato il 1º novembre 2020 in Internet Archive.
- Silenziosa Luna – 沈黙の月 - ALM Records ALCD-76 (Giappone 2008). (Silenziosa Luna/Japanese Window/Requiem/Ugetsu/En la Soledat i el silenci/Boethius ecc). Vari interpreti.
- The tunnel of light: Musica elettroacustica, USA 2007. Vox Novus, New York Radio. USA
- Through the Looking-Glass (Attraverso il binocolo): per nastro stereo, International Composers’ Competition 2005 Honorable Mention, 15 Biennale Sztuki dla Dziecka. Centro d'arte per bambini a Poznan. Poznan Teatr Polskiego Radia - Rockers Publishing. Polonia 2005.
- Myosotis Triptych: Ensemble Laboratorio Vocale Ottantasette/Cond. Paola Urbinati. HERA - NowHere. Italia 2004. CD-DVD.
- Nachtlied – Fragmente: Ensemble Aleph. CIRM (Centre national de création musicale) - Ensemble Aleph - SACEM. Francia 2004.

## Lavori musicali
Elenco delle opere aggiornato al 2008.

### Orchestra
- Mutter Morte (1996): per orchestra, timp. perc. Durata: 9 minuti.
- Three Lyrics of Kyoka Izumi (2000 - 2001): [泉鏡花の三つの叙情詩]. I. Mari Uta, II. Koja Hijiri, III. Ruko Shinso, per mezzosoprano, tenore e orchestra - timp. perc. Testo: Izumi Kyoka (giapponese). Durata: 15 minuti.
- Lauda (2005 - 2008): concerto per violoncello, "I. Lauda, II. ... Ohne Worte, III. Aube." timp., perc., Violoncello solo. Durata: 20 minuti.

### Opere corali
- Myosotis Triptych (2002 - 2003): per choir, boy voice, 2 trumpets in echo, 3 trombones, tuba and 2 percussionists. Text: Book of Psalms (Latin), Dante Alighieri (Italian), Pavel Florenskij (Russian). Durata: 12 minuti.
- "O" - Antiphonae (2005 - 2008): per mixed choir. Text: Antiphonale Monasticum: Antiphonae Majores (Selection: I. O Rex - II. O Oriens - III. O Sapientia). Durata: 8 minuti
- Novissimi Mottetti (2005 - 2008, WORK IN PROGRESS) per one, two and three female voices (or 3 parts choir) with and without accompaniment - Spem in alium per 2 voices - Audivi vocem per 3 voices. Total Durata: 20 minuti.

### Ensemble e musica da camera
- Quattro Frammenti (1993): per flauto e organo. Durata: 8 minuti.
- Figure senza volto (1993, rev. 1997): per violino (o flauto) e pianoforte. Durata: 2 minuti.
- Tre Canti per un misterioso amore (1994): "I Aria. - II Liedeslied. - III Petite prière". per soprano, oboe e organo. Durata: 8 minuti.
- Variazioni (1995): per ensemble. Durata: 10 minuti.
- Recherche (1995, rev. 1997): per quartetto d'archi e quartetto di fiati. 2 violini, contralto, violoncello, flauto, clarinetto, 2 corni. Durata: 8 minuti.
- Studio 4 (1997): per ottavino, clarinetto, violino, violoncello, pianoforte. Durata: 5 minuti.
- Lettera Sopra il Candore della Luna (1997, prima versione): per doppio quintetto di fiati (2 flauti, 2 oboi, 2 clarinetti, 2 fagotti, 2 corni). Durata: 10 minuti.
- Lettera Sopra il Candore della Luna (1999, second version): per doppio quintetto di fiati (2 flauti, 2 oboi, 2 clarinetti, 2 fagotti, 2 corni). Durata: 11 minuti.
- Die Zwei Blauen Augen (1999): per soprano e violino. Durata: 8 minuti.
- Nachtlied – Fragmente (2003 - 2004): per voce e 4 strumenti (voce, clarinetto basso, tromba in do, violino, violoncello). Durata: 5 minuti.
- Rosenleben (2004 - 2006): per clarinetto, violoncello e pianoforte. Durata: 17 minuti.
- Rosenleben II (2006): per clarinetto basso, viola e pianoforte. Durata: 5 minuti.
- Hamburg Groove (2006): - una musica indeterminata - per violino, sassofono, pianoforte e percussioni. Durata: indeterminata.
- Lux Subtilissima (2005 - 2007): Consort Musicke set per Microtonal String Quartet. Durata: 5 minuti
- L’Offerta della Spada alle Acque (2005 - 2007): per gruppo di percussioni (4 suonatori)
- UB 313 (2006 - 2007): per violino spazializzato opposto al sassofono soprano, piano e vibrafono (lujon ad lib.). Durata: 3' 13" [exact]
- [Tombeau] Quatre Géométries de la Mémoire (2007): per fisarmonica, sassofono soprano e vibrafono. Durata: 5 minuti
- Ugetsu (2007 - 2008) [ 雨月 ]: per shakuhachi e chitarra. Durata: 6 minuti.
- En la Soledat i el Silenci (2007 - 2008): - basato su Lluis Maria Xirinacs - per koto a 13 corde e chitarra iper-temperati. Durata: 10 minuti.
- Oborozukiyo (2008): per shakuhachi e basso elettrico. Durata: 15 minuti.

### Strumento solista
- Toccata (1993): per piano Durata: 8 minuti
- La Pointe à la Droite du Coeur (1996, rev. 1997): per piano. Durata: 6 minuti
- Passacaglia (2000, rev. 2006): per piano. Durata: 6 minuti
- Più mesto (2003): per violoncello. Durata: 12 minuti
- D'Interpretation Transcendante (2006 - 2008): per violino. Durata: 9 minuti
- Diferencias Sobre el Finsterling (2007 - 2008): per chitarra. Durata: 15 minuti
- Boethius (2008): per satsuma biwa. Durata: 9 minuti

### Musica elettroacustica
(con o senza strumenti)
- The Fairy's Book Covered in Dew (1997 - 1998): per piano ed elettronica. Durata: 14 minuti
- The Tunnel Of Light (2000, rev. 2004): per nastro stereo (originariamente per nastro a 8 canali). Durata: 59
- Japanese Window - Sesshu's Landscape 1495 (2000 - 2001): per nastro stereo e danza tradizionale giapponese (suoni elaborati di koto e shakuhachi).  Durata: 10 minuti
- Through The Looking-Glass (2005): per nastro stereo. Durata: 3:48

### Musica per danza e teatro
- Japanese Window - Sesshu'S Landscape 1495 (2000 - 2001): per nastro stereo e danza tradizionale giapponese (suoni elaborati di koto e shakuhachi). Durata: 10 minuti.
- Kaya (2000 - 2001): per ballerini, strumenti, elettronica e sistema musicale interattivo per computer, 1 ballerino tradizionale giapponese Noh, 1 ballerino moderno, sassofono soprano, corno, 2 percussionisti. Durata della prima parte: 27 minuti.

### Strumenti tradizionali giapponesi
- Shoka No Hizashi - 初夏の陽ざし [Early summer sunlight] (2002): Due quadri per due koto (Koto I: Koto a 13 corde / Koto II: koto a 17 corde). Durata totale: 9 minuti
- Nuove Musiche Per Biwa (2003 - 2004, rev. 2007): 琵琶のための新曲 per due satsuma biwa (inclusa la voce). 1. Haiku [ 俳句 ] 2. Furuike, 古池 ] 3. Sonnerie, 鐘の響き 4. Silenziosa luna, 沈黙の月 ]. Durata totale: 18 minuti.
- Ugetsu (2007 - 2008) [ 雨月 ] per shakuhachi e chitarra. Durata: 6 minuti
- En la Soledat i el Silenci (2007 - 2008): - basato su Lluis Maria Xirinacs, per koto a 13 corde e chitarra iper-temperati. Durata: 10 minuti.
- Audivi Vocem (2007 - 2008): per shakuhachi, koto 20 corde e chitarra. Durata: 3 minuti.
- Boethius (2008): per satsuma biwa. Durata: 9 minuti.
- Oborozukiyo (2008): per shakuhachi e basso elettrico. Durata: 15 minuti.

### Varie
- Cadenza per Sonata da chiesa K317c di Mozart (1993)

### Libri
- Makis Solomos, Carlo Forlivesi. Liaisons sémiotiques. Semiotic liaisons. 3e Forum International des Jeunes Compositeurs. Carnet de Bord. The Logbook Centre de Documentation de la Musique Contemporaine (Cdmc) – Ensemble Aleph. Paris 2004.
- Noriyuki Tsuji, Carlo Forlivesi. Kaya - The sunset. Akiyoshidai International Art Village Residence Support Program Document. Akiyoshidai International Art Village Residency Program Administration Committee 2000. Yamaguchi 2001.

### Giornali e riviste
- Virpi Taipale, “Buto aukaisee ikkunan Japaniin. Carlo Forlivesin Japanese Window – teoksessa Aki Suzuki tekee äänille kuvan”. Keskisuomalainen, 7 luglio 2006 [Finlandia]
- Michela Tarozzi, “Non ho etichette e resto fedele a me stesso. Questa è la mia forza. Il personaggio / Carlo Forlivesi”. Intervista con Carlo Forlivesi. Il Resto del Carlino, 7 settembre 2003 [Italia]
- Setsuo Suwa, “Carlo Forlivesi. Ensou katsudou shien. Yamaha ongaku shien seido nitsuite. Shien taisyousya ni kiku” [Supporto per svolgere attività. Programma di supporto musicale Yamaha. Intervista con i vincitori]. Ongaku Gendai,Agosto 2003. [Giappone]
- ∆, “Carlo Forlivesi. Yamaha ongaku shien seido” [Yamaha Music Support Programme]. YMF Yamaha Music Foundation, Luglio 2003 [Giappone]
- ∆, “La Yamaha Music Foundation premia l'italiano Carlo Forlivesi”. Il Corriere della Sera, 6 maggio 2003 [Italia]
- ∆, “Sugureta ongakuka no ikusei o mezashite” [Puntando alla promozione dei grandi artisti]. Sunday Mainichi, 31 mar 2003 [Giappone]
- B. Serrou, “Le Centre Acanthes donne sa vingtième leçon de musique”. La Croix, Ottobre 1996 [Francia]